# Ill Bill

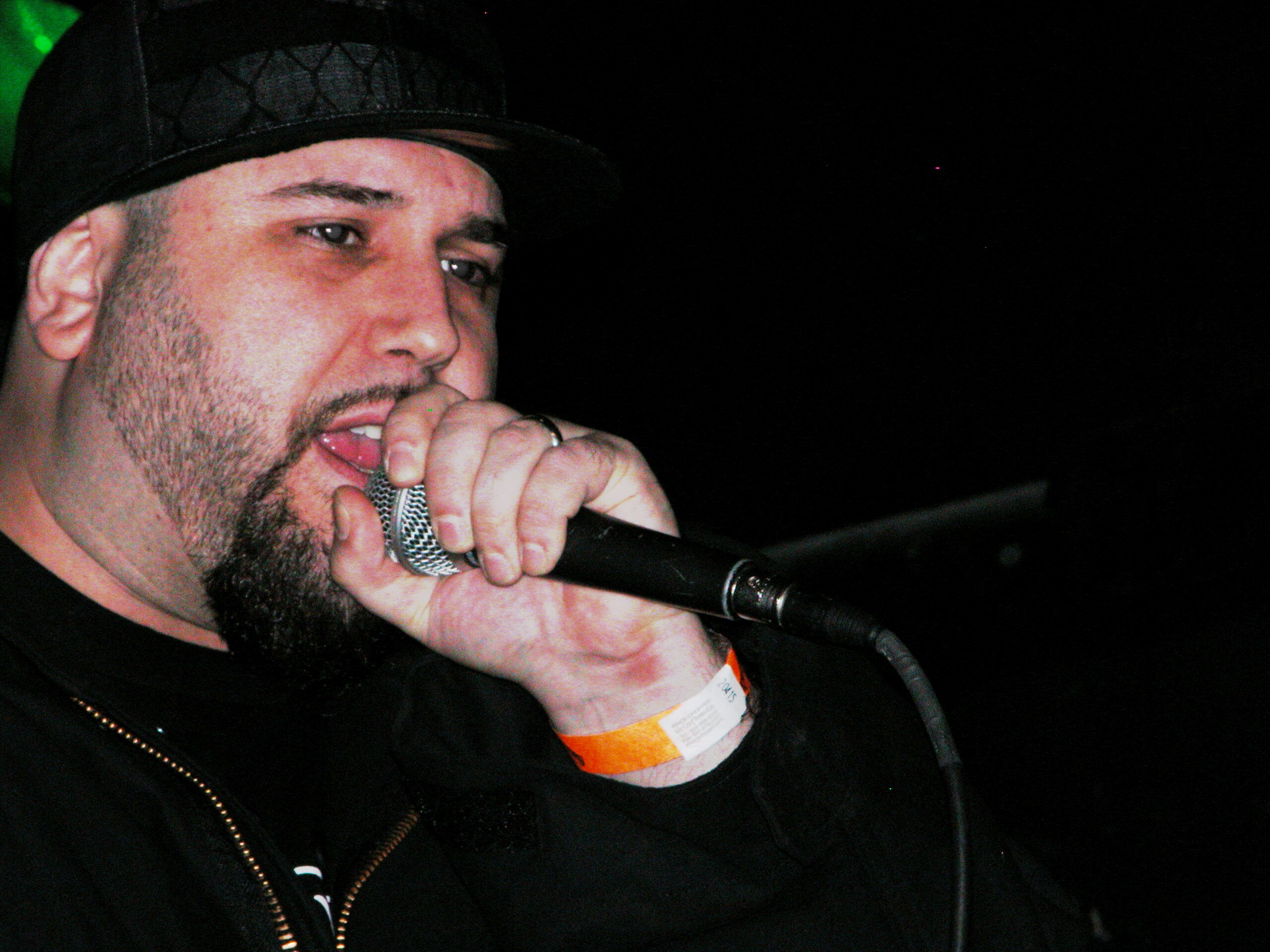
Ill Bill (2006)

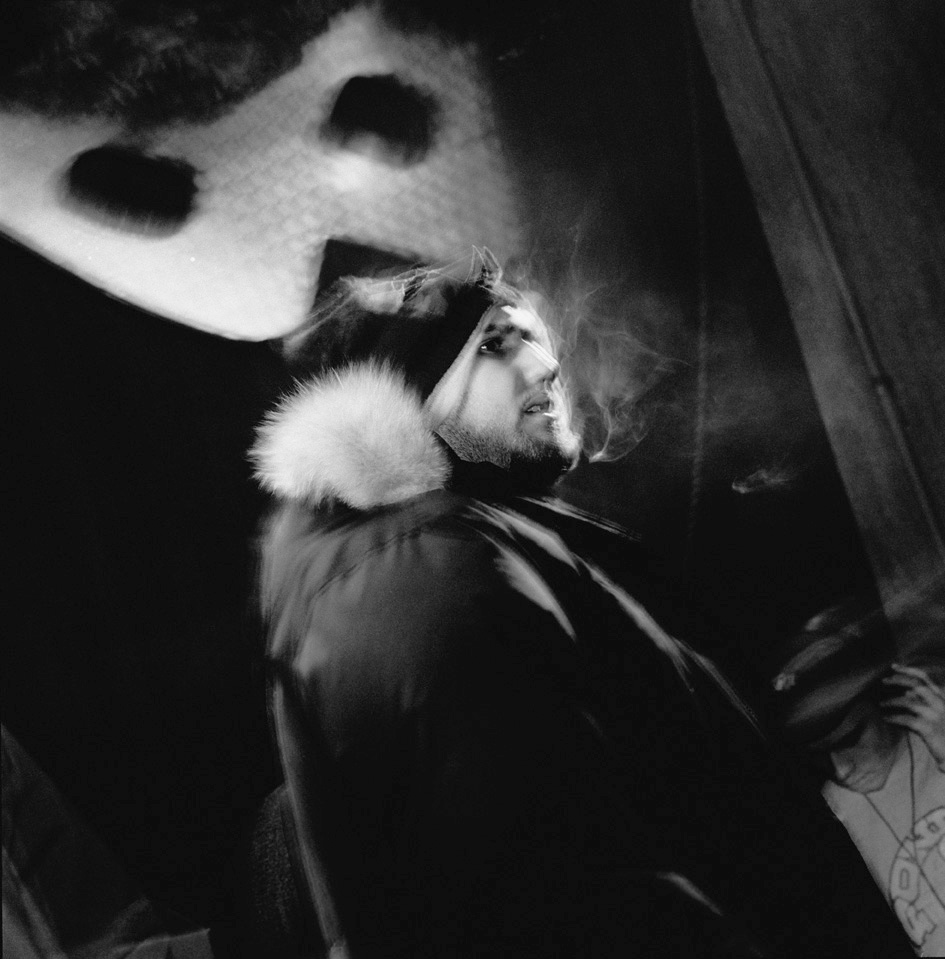
Ill Bill (1998)

William Braunstein (* 14. Juli 1972 in Brooklyn, New York), besser bekannt unter dem Namen Ill Bill, ist ein US-amerikanischer Rapper und Musikproduzent. 

## Leben
Braunstein wurde am 14. Juli 1972 als Sohn jüdischer Einwanderer in Brooklyn geboren. Erste musikalische Erfahrungen machte er zunächst mit seinem Bruder Ron Braunstein, später bekannt unter dem Namen Necro, als Mitglieder einer Heavy-Metal-Band. Zu Beginn seiner Karriere als Rapper veröffentlichte Ill Bill die Single mit dem Namen "God is an Atheist". Durch die Gruppe Non Phixion, die zwischen 2000 und 2002 mit den Songs "Black Helicopters", "Rock Stars" und "Drug Music" mittlere Plätze in den US-Hip-Hop- und Rap-Charts belegte, schaffte er es größere Aufmerksamkeit auf sich zu lenken. Ill Bill ist Gründer und CEO von Uncle Howie Records, ein eigenes Musik-Label, welches er nach seinem mittlerweile verstorbenen Onkel Howie Tenenbaum benannte und ihm widmet. Seit der Auflösung von Non Phixion gehört Ill Bill neben Rappern wie Danny Boy (Ex-House-of-Pain-Mitglied) oder Slaine zur Rapformation La Coka Nostra. Unterstützt wird die Gruppe dabei von DJ Lethal (ebenfalls Ex-House-of-Pain-Mitglied), dem DJ von Limp Bizkit. Sie veröffentlichte am 14. Juli 2009 ihr Debütalbum namens "A Brand You Can Trust". In einem Feature auf hiphop.de wird Ill Bill als New Yorker "Untergrundlegende" bezeichnet.

## Diskografie
Alben
- 2002: Ill Bill is the future, Uncle Howie Records
- 2004: What's Wrong with Bill?, Psycho+Logical-Records
- 2005: The Circle of Tyrants, zusammen mit Necro, Goretex und Mr. Hyde als The Circle of Tyrants
- 2006: Ill Bill is the future 2, Uncle Howie Records
- 2007: Black Metal zusammen mit La Coka Nostra, Traffic Entertainment
- 2007: Early Years: Rare Demos 91-94, Psycho+Logical-Records (Compilation)
- 2007: The LCN Familia: (La Coka Nostra)
- 2008: The Hour of Reprisal, Uncle Howie Records
- 2009: A Brand You Can Trust (La Coka Nostra)
- 2010: Kill Devil Hills (mit DJ Muggs von Cypress Hill), Fat Beats (Groove Attack)
- 2011: Heavy Metal Kings (mit Vinnie Paz von Jedi Mind Tricks), Enemy Soil (Groove Attack)
- 2012: Masters of the Dark Arts (La Coka Nostra)
- 2013: The Grimy Awards (Uncle Howie Records)
- 2016: Septagram (Uncle Howie Records)
- 2020: Gorilla Twins (mit Nems)
- 2020: La Bella Medusa
- 2023: Billy